# Cosmes
Cosmes ist eine französische Gemeinde mit 298 Einwohnern (Stand: 1. Januar 2022) im Département Mayenne in der Region Pays de la Loire; sie gehört zum Arrondissement Château-Gontier und zum Kanton Cossé-le-Vivien. Die Einwohner werden Cosméen(ne)s genannt.

## Geographie
Cosmes liegt etwa 19 Kilometer südsüdwestlich von Laval. Umgeben wird Cosmes von den Nachbargemeinden Astillé im Norden, Quelaines-Saint-Gault im Osten, Peuton im Südosten, Simplé im Sünden und Südosten, La Chapelle-Craonnaise im Süden und Südwesten sowie Cossé-le-Vivien im Westen und Nordwesten. 

## Bevölkerungsentwicklung
| 1962                       | 1968 | 1975 | 1982 | 1990 | 1999 | 2006 | 2019 |
| -------------------------- | ---- | ---- | ---- | ---- | ---- | ---- | ---- |
| 416                        | 420  | 360  | 316  | 257  | 273  | 319  | 275  |
| Quellen: Cassini und INSEE |      |      |      |      |      |      |      |

## Sehenswürdigkeiten

Kirche Saint-Pierre

- Kirche Saint-Pierre
- Schloss Le Plessis